# Papel albuminado

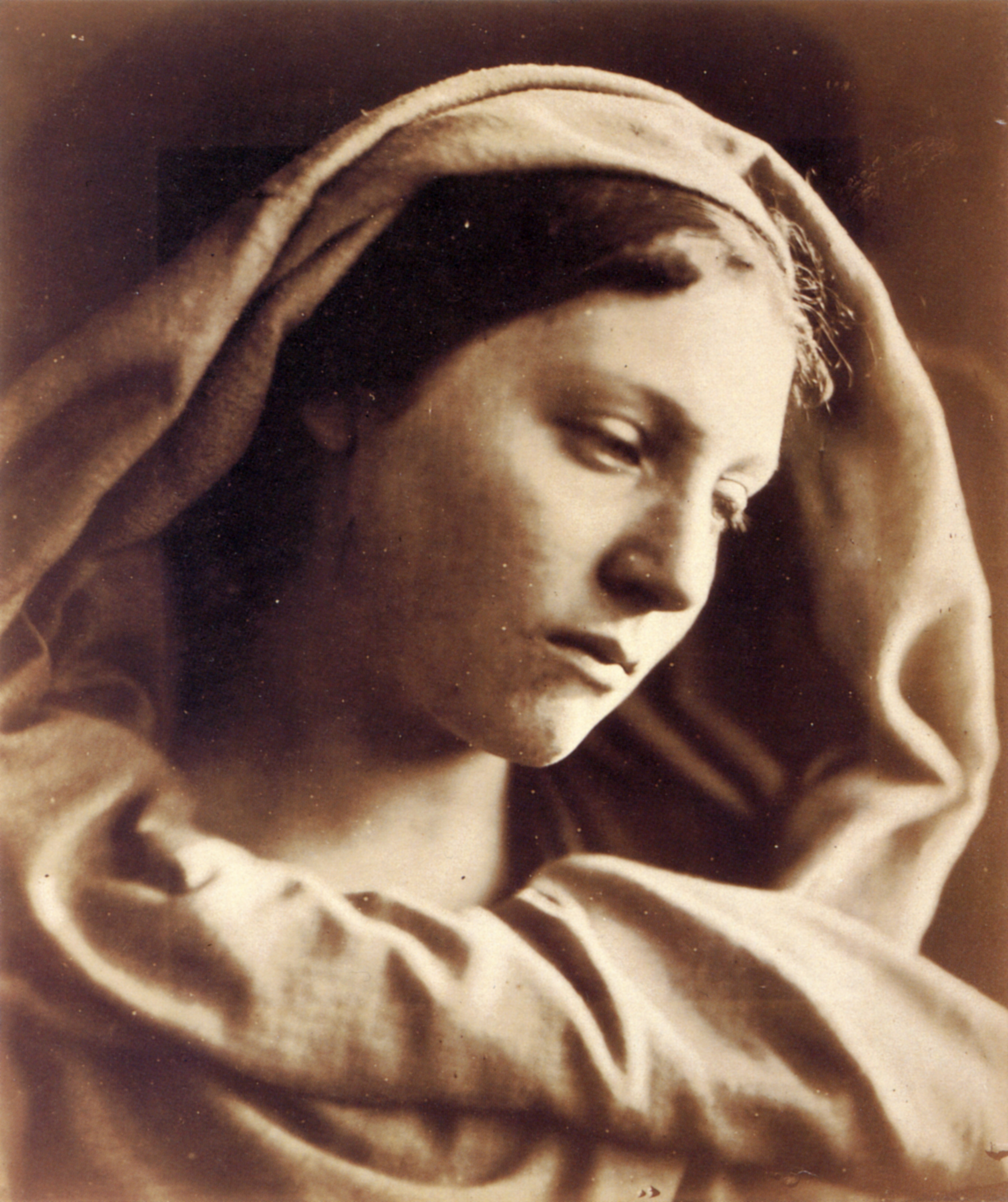
"Mary Mother", impressão em papel albuminado, de Julia Margaret Cameron

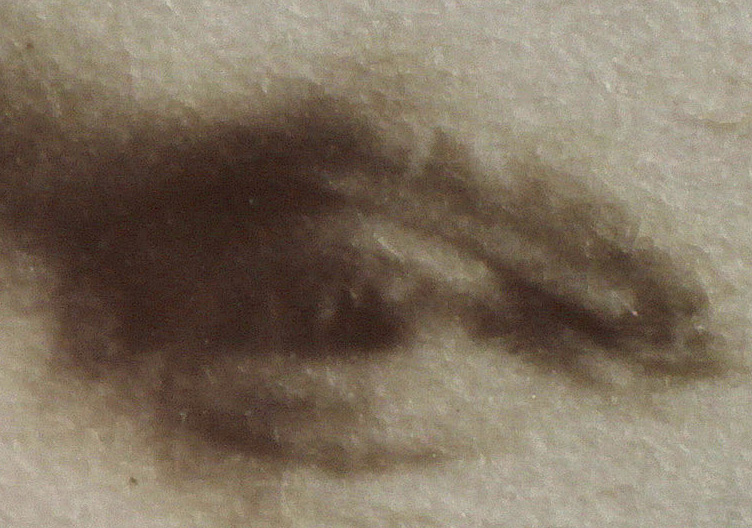
Detalhe de impressão em papel albuminado

A impressão em papel albuminado foi inventada em 1850 por Louis Désiré Blanquart-Evrard, e foi o primeiro método comercialmente viável de se obter impressões fotográficas a partir de negativos. Usava albumina (extraída de clara de ovo) para fixar os sais de prata ao papel. Foi a forma mais popular de impressão fotográfica até o início do século XX, tendo sido usada nas fotografias carte-de-visite.

## Processo
O papel (geralmente de algodão) era coberto com albumina. Depois era sensitizado com nitrato de prata, e seco sem ser exposto à luz.
A imagem era impressa por meio de contato direto, na época, uma negativo em placa de vidro. Hoje, isso pode ser feito usando filme de grande formato. O papel era sensível à luz ultravioleta, que é preferível ao uso de luz solar direta (o resultado é mais previsível). O papel devia ser exposto até a imagem atingir tons um pouco mais claros do que o resultado final desejado.
Por fim, um banho de tiosulfato de sódio fixava a imagem. Opcionalmente, a imagem podia ser tonalizada (sépia ou outras cores) usando diversos compostos.